# 吉尔吉斯斯坦
（羅馬化：Kyrgyz Respublikasy），简称吉尔吉斯斯坦（/Kyrgyzstan），是一個位於中亞的內陸國家。吉爾吉斯北邊與哈薩克相接，西邊則為烏茲別克，西南為塔吉克，東邊緊鄰中华人民共和国。比斯凱克是吉爾吉斯的首都和最大城市。吉爾吉斯是世界上距離海洋最遠的國家，其國土距離最近的海岸線有約2,600公里。
作為中亞古國，吉爾吉斯歷史達兩千年，經歷各種王朝與文化。因其被山巒環繞而相對孤立，其文化得以較好傳承；又因地理位置，處於多個文化交匯點。儘管眾多部落族群在吉爾吉斯居住已久，但時有外來勢力入侵統治。直至1991年從原蘇聯獨立后，吉爾吉斯成為一個擁有獨立主權的民族國家。政治體制為單一制和总统制。吉爾吉斯至今仍時有民族衝突、叛乱以及经济问题。現為獨聯體、歐亞經濟聯盟和集體安全條約組織成員國；同時也是上海合作組織、伊斯蘭合作組織、突厥議會和突厥文化國際組織成員國。
吉爾吉斯共和國人口700萬。主體民族為吉爾吉斯族（中國大陸境內吉爾吉斯族稱柯爾克孜族），其余为烏茲別克族和俄羅斯族等民族。吉爾吉斯語為國語，而在一世紀的俄羅斯化政策影響下俄語仍使用較廣而作為官方語言。64%人口為無宗派穆斯林。除突厥文化外，吉爾吉斯文化還容納和受到了蒙古、波斯和俄羅斯文化的影響。

## 歷史
根據近年吉尔吉斯斯坦及中國歷史學家的發現，吉爾吉斯的歷史最早可以追遡至西元前201年。現時有關吉爾吉斯人最早的記錄是《史記》，當時吉爾吉斯人被稱為堅昆。
突厥語 Qırğız，即中国史籍记载的黠戛斯，就是今天的柯尔克孜人，《史记》中最早记录了柯尔克孜人的情况，称之为“鬲昆”。兩漢时称“坚昆”，魏晋南北朝至隋代称“结骨”、“契骨”、“纥骨”、“护骨”。唐代时根据汉语的音译通称为“黠戛斯”。五代十國、遼、宋、金时又称“纥里迄斯”，蒙古帝國、元代时称“吉利吉思”等，这些名称其实都是各时期各种不同的音译。清代按厄魯特蒙古人的稱呼，稱其為布魯特。乃蛮、钦察、契丹等来自哈萨克汗国的部族属于吉尔吉斯的“色尔特克勒克”（意为“外部之人”），不属于吉尔吉斯本部。吉爾吉斯人原本世代居於西伯利亞南部、葉尼塞河上游的盆地。曾受匈奴统治，2世纪中叶后受鲜卑和柔然统治。北齐、隋唐时期先后受突厥汗国、回紇汗国统治，后在840年打败回鹘汗国后独立过一段时间，一直到924年才被耶律阿保机建立的辽朝统治。元代在葉尼塞河上游設立益蘭州、謙州。到17世紀，受到准噶爾汗國蒙古人和俄羅斯帝國排擠，漸漸遷移到天山北麓的伊塞克湖一帶，即今日吉尔吉斯斯坦之地。清代，吉爾吉斯部落分為東布魯特、西布魯特。西布魯特遊牧於回部境內，受喀什噶爾參贊大臣等各路駐紮大臣管制，东布魯特為清朝境外的藩屬部落。

### 唐朝

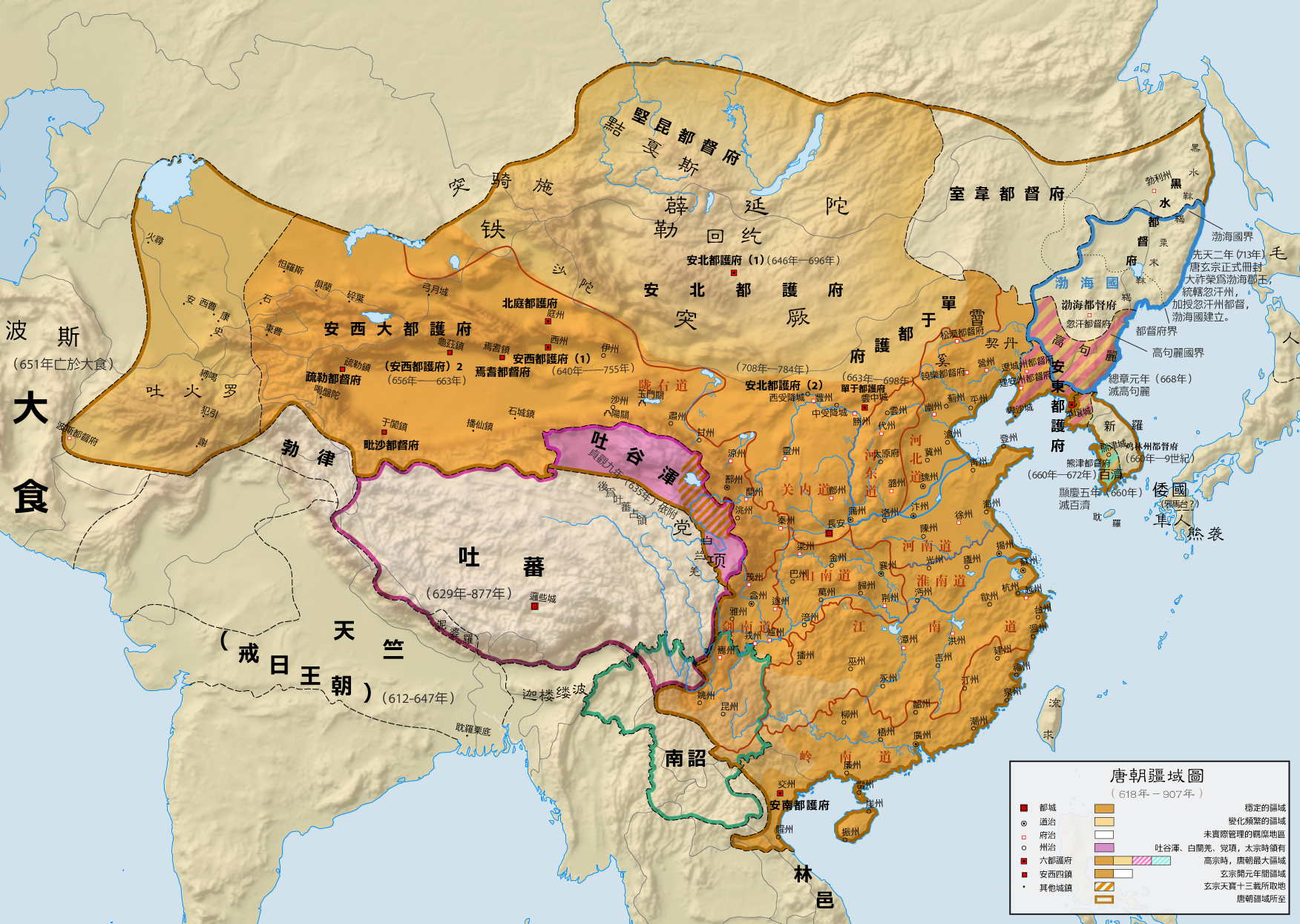
唐朝疆域圖中左方的安西大都護府

唐貞觀十四年八月二十八日（640年9月19日），交河道行军大总管侯君集平高昌，以其地设西州。唐貞觀九月二十一日（640年10月11日），于西州设安西都护府，用以针对西突厥。唐貞觀二十二年（648年），安西都护府迁至龟兹。
唐顯慶二年（657年）十一月，唐軍平定西突厥，安西都护府治所迁回高昌故地。唐顯慶三年（658年）五月，安西都护府又迁到龟兹（今库车），安西都护府升格为大都护府。唐高宗改变太宗时只重军事而轻行政管理的做法，在突厥故地分设濛池都護府和崑陵都護府，并将其附属小国分别设置羈縻州府，西境直抵波斯，都隶属于安西大都护府，使这一带都置于唐朝的直接统治之下。
唐顯慶五年（660年），位于葱岭以西的西突厥都曼部降唐，朝廷派人去该部巡查。唐龙朔元年（661年），又派遣吐火罗道置州县使王名巡视葱岭以西，在于阗以西、波斯以东十六国，设置十六都督府，统辖八十个州，一百一十个县，一百二十六个军府，并在吐火罗立碑记述此事。在此时，安西大都护府的管辖地包括安西四镇、濛池、崑陵都护府（西突厥故地）、昭武九姓、吐火罗乃至波斯都督府，大体相当于今日新疆与中亚五国、阿富汗的总和。
唐龙朔二年（662年）之后，吐蕃和唐朝反复争夺安西四镇，此处多处易手，直到唐贞元六年（790年），安西四镇相继完全陷落。
武周长安二年（702年），北庭都护府设立，管辖原安西大都护府所辖天山北路、热海以东的西突厥故地，安西大都护府只管辖天山南路、葱岭以东的地区，以抵吐蕃对丝绸之路的北侵的战略目的。

### 西遼時期

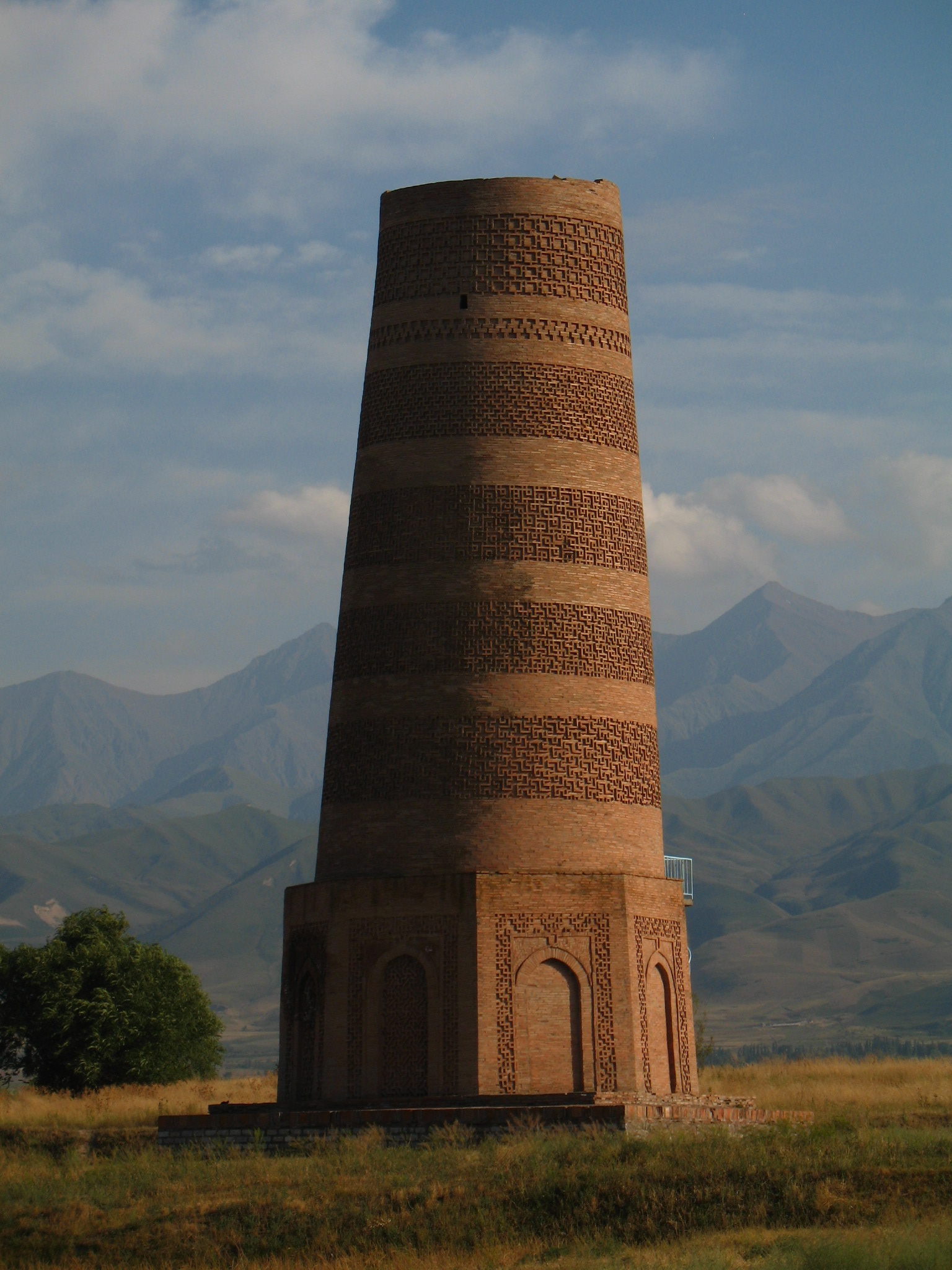
八剌沙衮城遗址詩歌塔

西遼（1124年-1218年）是契丹人耶律大石建立的國家，後擴張到中亞，首都虎思斡魯朵（今吉爾吉斯托克瑪克附近的布拉納城遗址），一時成為中亞強國。1218年被成吉思汗的蒙古帝国軍隊滅亡。西遼舊地在1222年被成吉思汗分給次子察合台，察合台汗國後來形成中亞廣泛使用的察合台語（後發展為維吾爾語和烏茲別克語）。

### 察合台汗國時期（13－14世紀）

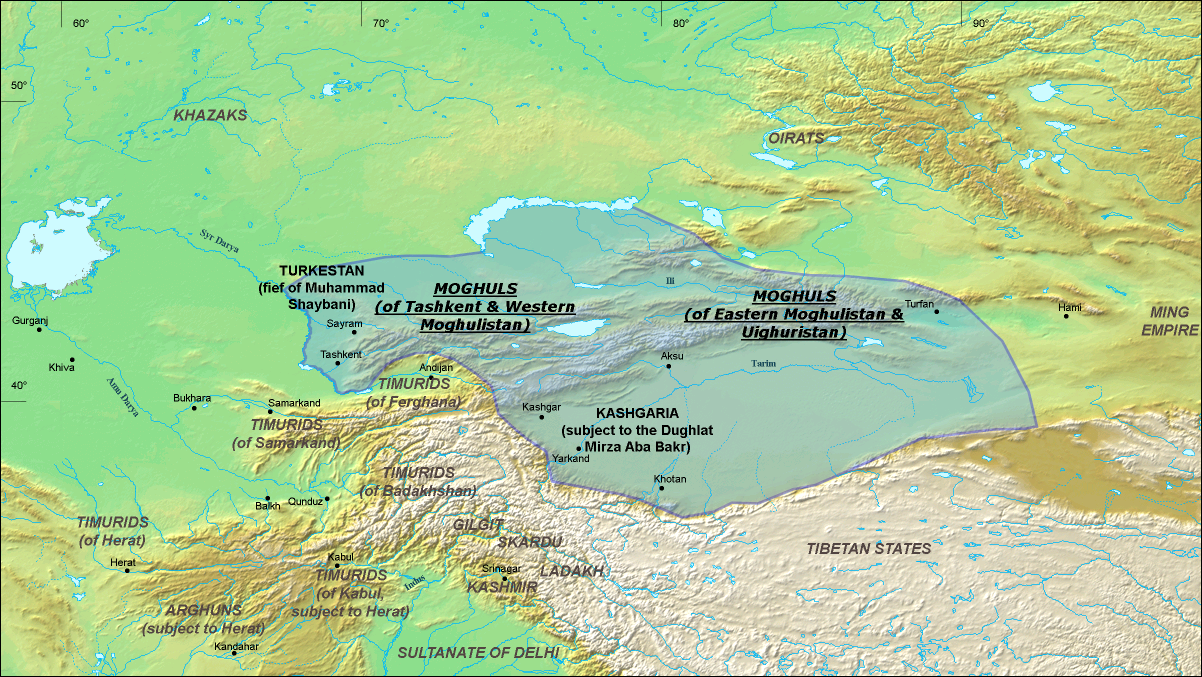
1490年東察合台汗國（蒙兀儿斯坦）的领地

察合台汗國原为铁木真次子察合台的封地。初领有西辽旧地，包括天山南、北路與裕勒都斯河和瑪納斯河流域及今日阿姆河、锡尔河之间的中亚河中地区（最強时由阿尔泰山至咸海）。初時建都於阿力麻里附近的虎牙思（固尔札），即今日中華人民共和國新疆霍城县水定镇西北。察合台汗国君主都哇与窝阔台汗国君主海都联合，屡与元朝军队争战，终忽必烈一朝未断，并一度攻占漠北哈拉和林。至公元1304年始与海都子察八儿与元成宗讲和。

### 清朝時期
清高宗乾隆二十二年（1757年）平定準噶爾蒙古後，吉爾吉斯人被清朝統治。向清朝納貢的吉爾吉斯人被稱為「布魯特」分為東西兩部，西布魯特遊牧於喀什噶爾北部河西部、葉爾羌西南部；共有四大部落；東布魯特遊牧於烏什、阿克蘇西北，伊犁西南，共有五部落。後來清朝衰落，在1864年的《中俄勘分西北界约记》將外西北割讓给俄罗斯帝国，因為人隨地歸，吉爾吉斯人從此被俄国統治（一部分因為被準噶爾汗国裹脅叛亂被乾隆帝送交黑龍江富裕縣）。

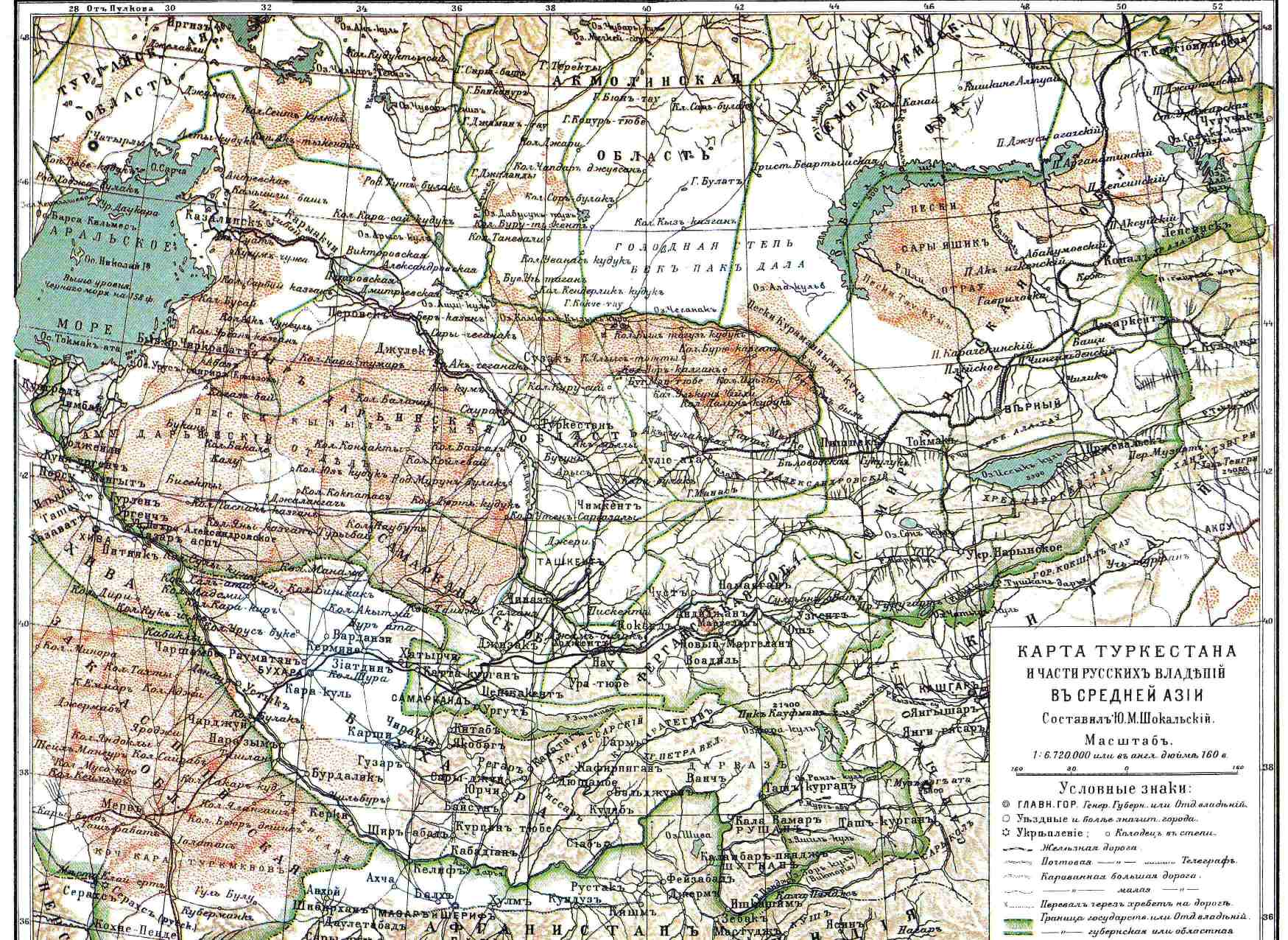
俄国征服后将吉尔吉斯纳入土耳其斯坦总督区

18世紀，今日的吉爾吉斯地區分別是蒙古準噶爾部（北部）及浩罕汗國（南部）的勢力範圍。19世紀20年代，浩罕勢力擴張，整個吉爾吉斯地區都成為了浩罕汗國的一部份。

### 并入俄罗斯帝国
1854年，俄国著手入侵浩罕汗國，並透過各種外交手段逼使清廷承認中亞地區各藩屬的獨立地位。1876年，浩罕亡國，整個吉爾吉斯地區都落入了俄国的手裡。俄国的統治，引發不少反抗，亦有不少人決定離開現居地，遷入帕米爾高原及阿富汗；但另一方面，同治年间清朝陝甘地区回民暴乱，失败后的回民北遷至今日楚河沿岸，成為今日東干人的祖先。
1916年，俄國對反抗運動的鎮壓，使不少吉爾吉斯人從中亞遷徙至新疆。

### 苏联时代
1922年，蘇聯成立时归属突厥斯坦蘇維埃社會主義自治共和國。1924年，中亞地區實行民族劃界，今日的吉爾吉斯建立起卡拉吉爾吉斯自治州，成為俄羅斯聯邦的一份子。1925年正名為吉爾吉斯自治州，到1926年又再升格為吉爾吉斯蘇維埃社會主義自治共和國。1936年12月5日，吉爾吉斯蘇維埃社會主義共和國正式成立，成為蘇聯的聯邦成員。

### 独立之后
1991年8月19日，該共和國緊急狀態委員會（SCSE）借助莫斯科方面的力量，嘗試罷免總統阿卡耶夫。計畫失敗後一個星期，阿卡耶夫和副總統庫茲涅托夫宣佈退出蘇聯共產黨，辭去書記一職，並將整個政府機構解散。受其影響，緊接著在8月31日的最高蘇維埃議會投票中宣佈脫離蘇聯獨立，改国名为吉爾吉斯斯坦共和国。1993年5月5日，又改名为吉尔吉斯共和国。

## 政治

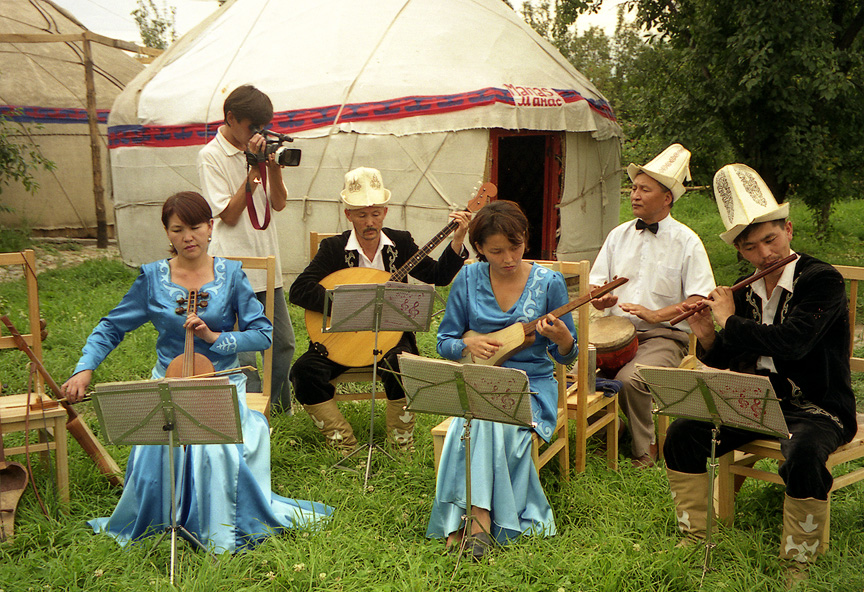
吉尔吉斯民族音樂

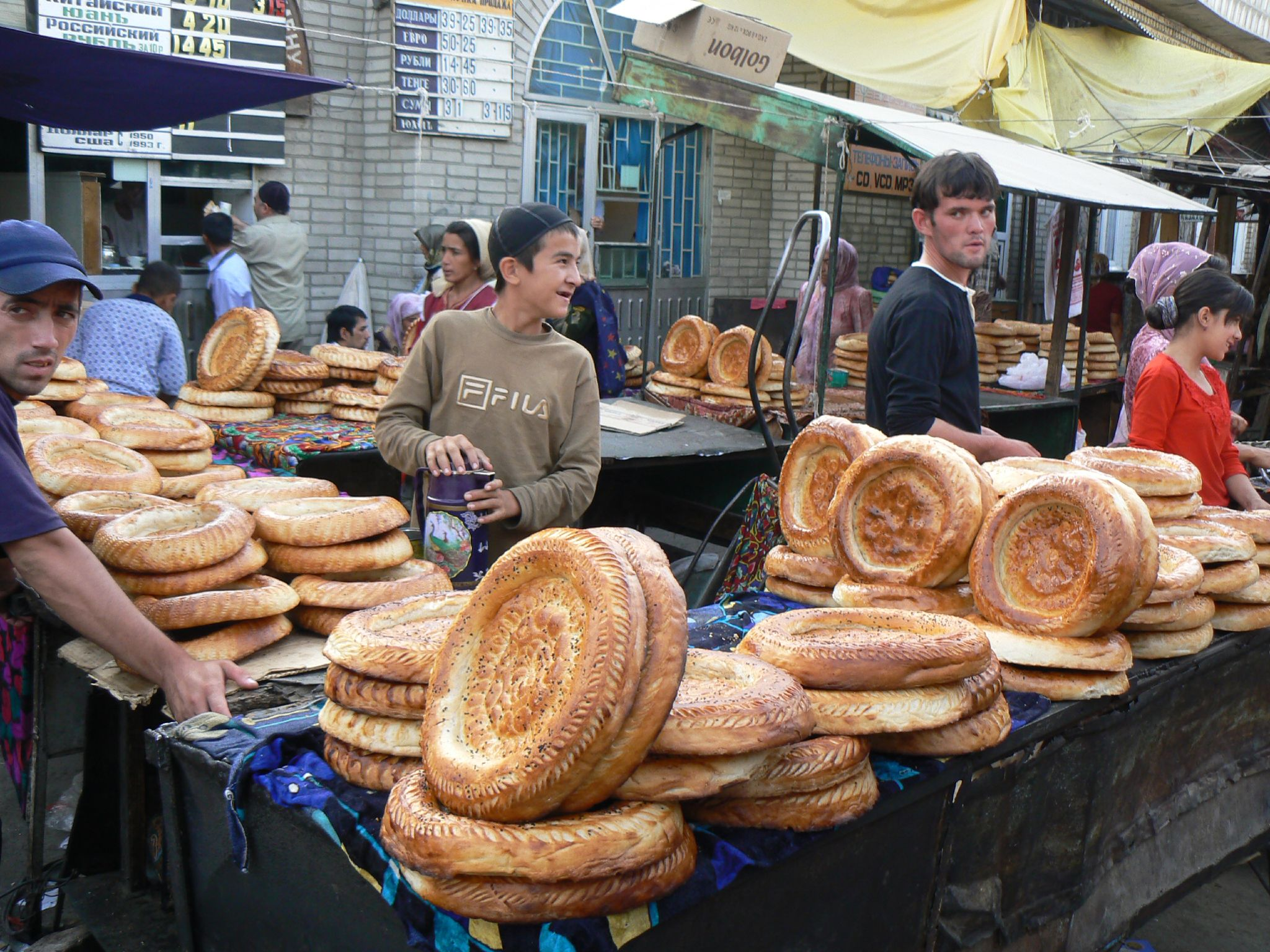
民間食糧以大麵餅為主

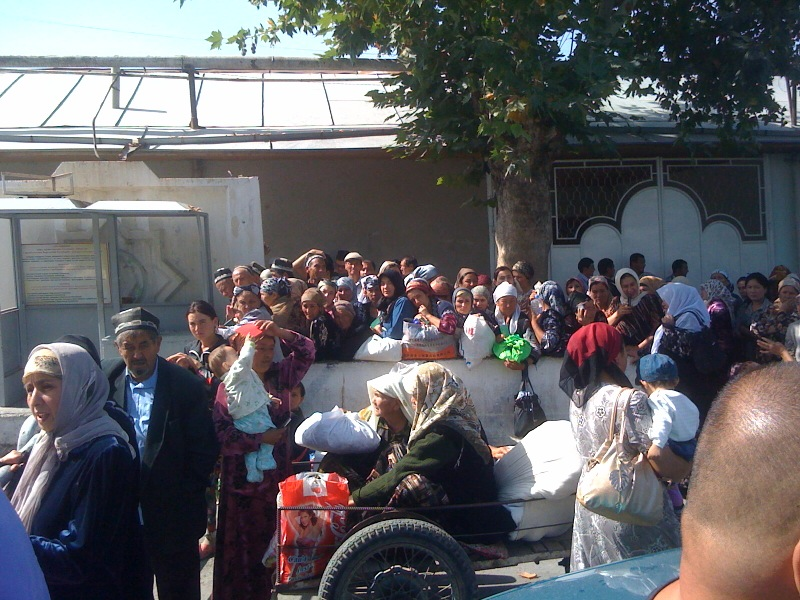
首都街頭公車站

### 阿卡耶夫独裁
1990年代初期，由共產黨中改革派組成的吉尔吉斯斯坦民主運動（Democratic Movement Kyrgyzstan, DMK）與奧什爆發的族群衝突，造成吉爾吉斯共產黨第一書記阿布萨马特·马萨利耶夫失去人民與議會的信任，各方勢力妥協後，吉爾吉斯科學院的院長阿卡耶夫，在1990年10月直選中以95%高得票率當選獨立後的第一任總統。
1993年憲法定義政府體制為一民主共和制的共和国。行政部門包括總統和總理，國會為兩院制，司法部門包括最高法院、憲法法庭、地方法院和檢察總長。
隨著經濟惡化，从1994年中期開始，阿卡耶夫逐漸轉向威權統治。接著數年，在與議會的衝突中，阿卡耶夫透過公民投票直接尋求民意支持，分别在1996年2月与1998年10月修憲，以擴大總統權力、修改選舉規則。
2002年3月發生在南部阿克塞區六名抗議任意拘捕反对黨政治人物的民眾遭警察射殺的事件，引發了全国性抗议。在民間社團和反對黨代表的參與之下，阿卡耶夫總統啟動了憲法改革進程。此進程最初有政府、民間、和社会代表的廣大参與和開放對話，產生了2003年2月投票過程有缺失的公民投票。公民投票通過的憲法修正案導致了總統擴權和國會與憲法法庭弱化。根据新憲法，在2005年的國會選舉之後，原先的两院制國會將成為75席的單院國會。
過渡政府领导人正在發展新的治理結構並著手解决重要的憲法爭議。國家團結委員會宣布，六月將舉行总统选举，而在其三個月之後將舉行國會選舉。

### 郁金香革命
2005年吉爾吉斯政局動盪，針對議會第二輪選舉中的舞弊行為，陸續有示威活動，其訴求演變為要求政府辭職。3月24日，上萬反對者聚及在比什凱克要求總統以及他的政府辭職，亦即是「鬱金香革命」。總統阿卡耶夫先逃到哈薩克，最後到達莫斯科。3月28日，吉爾吉斯新一屆議會選舉出反對派領導人、前總理巴基耶夫為政府總理，並代行總統的職責。当时在莫斯科的總統阿卡耶夫於4月4日辭職。
在2005年7月10日的總統大選中，巴基耶夫以壓倒性的89.4%票數成功當選總統，並於8月14日宣誓就任。

### 巴基耶夫时期
2008年12月，官方媒體公共電視廣播公司（KTRK）宣布它要求自由歐洲電臺提前遞交節目以獲許可播出。根據2005年的一項協議，KTRK應轉播這些節目。 KTRK在2008年10月8日停止了對自由歐洲電臺的轉播。此前一周，KTRK未轉播一個自由歐洲電臺的節目「不舒服的問題」，聲稱丟失了未被播放的材料，而該節目關於10月5日的地方選舉。巴基耶夫總統在2008年9月譴責這個節目偏向反對派。KTRK稱自由歐洲電臺節目“過于消極和過於批判”。無國界記者強烈譴責了KTRK停止轉播的決定。在該組織公布的2009年度全球新聞自由指數排名上，吉爾吉斯在175個國家中排名第125。在2014年度全球新聞自由指數排名上，吉爾吉斯在180個國家中排名第97。
2009年2月3日，库尔曼别克·巴基耶夫總統宣布立即關閉瑪納斯空軍基地——美國留在中亞的唯一軍事基地。2月19日，議會以壓倒性多數（78-1）通過了政府提交的關于廢除美軍租用瑪納斯空軍基地協議基地的議案。然而，經過吉爾吉斯、俄羅斯、美國外交官的多次幕后協商之后，吉爾吉斯收回了關閉基地的決定。6月25日，吉爾吉斯議會批准了在美瑪納斯空軍基地基礎上建立轉運中心的協議。新的合同允許美國人繼續使用該基地，然而租費從每年1740萬美元漲到6000萬美元。该基地將不再叫做“瑪納斯空軍基地”，而更名為“物資轉運中心”，只能轉運非軍事物資。瑪納斯空軍基地的性質由之前的美軍功能全面的軍事基地，轉變為只能向阿富汗運輸非致命性設備的運輸中轉中心。
吉爾吉斯是世界上二十個貪腐程度最高的國家之一：2008年吉爾吉斯的貪污感知指數是1.8（0為最腐化，10為最廉潔）。

### 2010年革命
2010年再次發生革命，「四七事件」與2005年的鬱金香革命類似，源於該國民眾對政府和總統巴基耶夫的不滿。4月7日晚，反對派組建臨時政府，由前外長蘿扎·奧通巴耶娃擔任臨時總統。時任總統的巴基耶夫則逃到南方城市奧什。臨時政府5月19日通過法令，委任奧通巴耶娃為過渡時期總統。法令規定，過渡時期總統的任期到2011年12月31日；過渡時期總統無權參加新一屆總統選舉，吉爾吉斯斯坦合法政府將於7月10日之後組建。吉爾吉斯新憲法草案於6月27日全民公決中獲得通過，新憲法將限制總統權力，將許多權力過渡給總理。南部兩州因為族裔衝突，於6月28日至8月10日恢復實行緊急狀態。
在2011年10月舉行的總統選舉當中，吉爾吉斯斯坦社會民主黨領導人阿尔马兹别克·阿坦巴耶夫獲勝，于12月宣誓就职，成为總統。

### 2020年示威
当地时间2020年10月6日凌晨，吉尔吉斯斯坦反对派支持者占领了位于首都比什凯克、集总统府和议会办公地点为一体的政府大楼白宮。凌晨3时左右，抗议者冲击政府大楼成功，前总统阿坦巴耶夫的儿子卡迪尔带领支持者占领白宫。随后，抗议者又占领了国家安全委员会办公大楼并释放了在押的阿坦巴耶夫和其他前政府官员。

## 外交
截至2025年4月，吉尔吉斯斯坦已与178个国家建立了外交关系。中华人民共和国及独联体各成员国是吉尔吉斯斯坦的重要外交对象。

## 地理

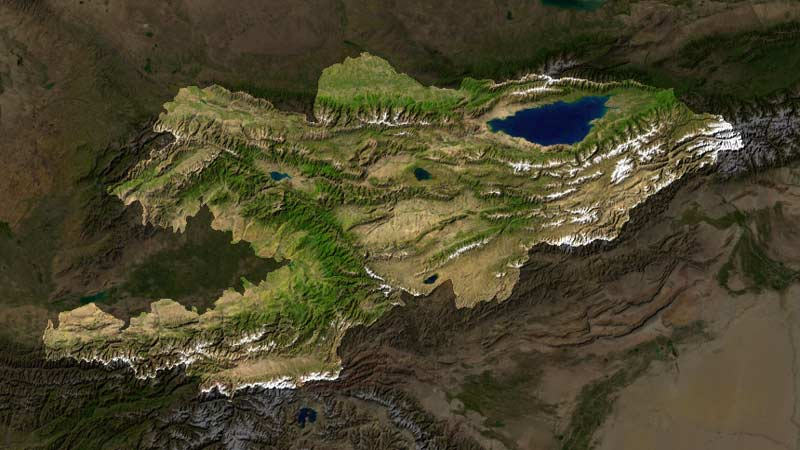
吉尔吉斯卫星地形图

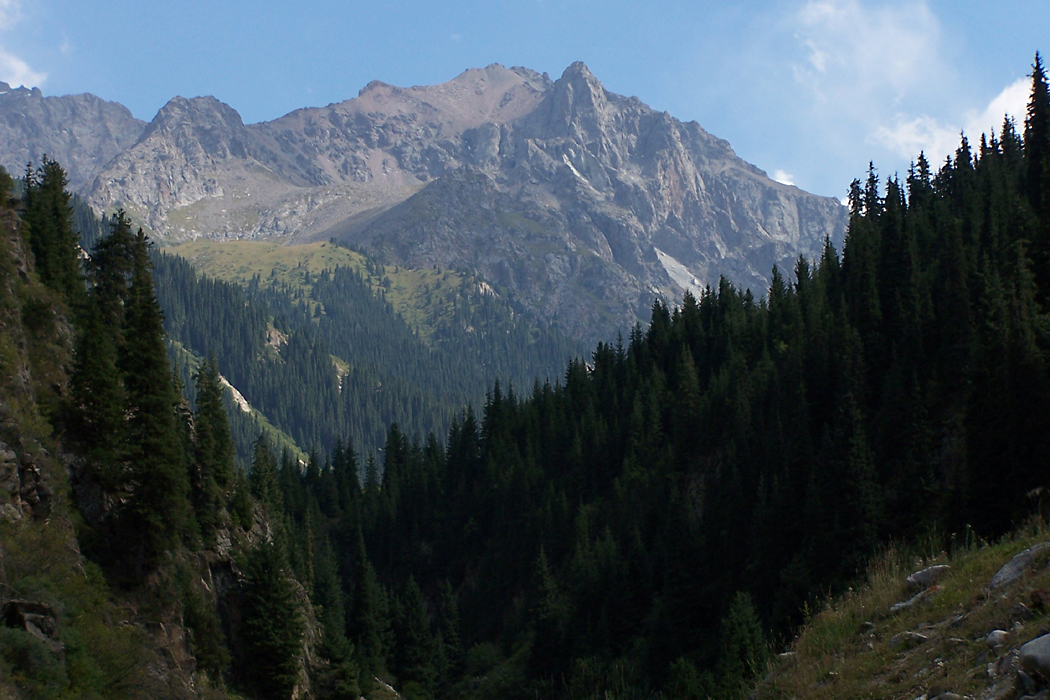
在吉爾吉斯斯坦的天山山脈

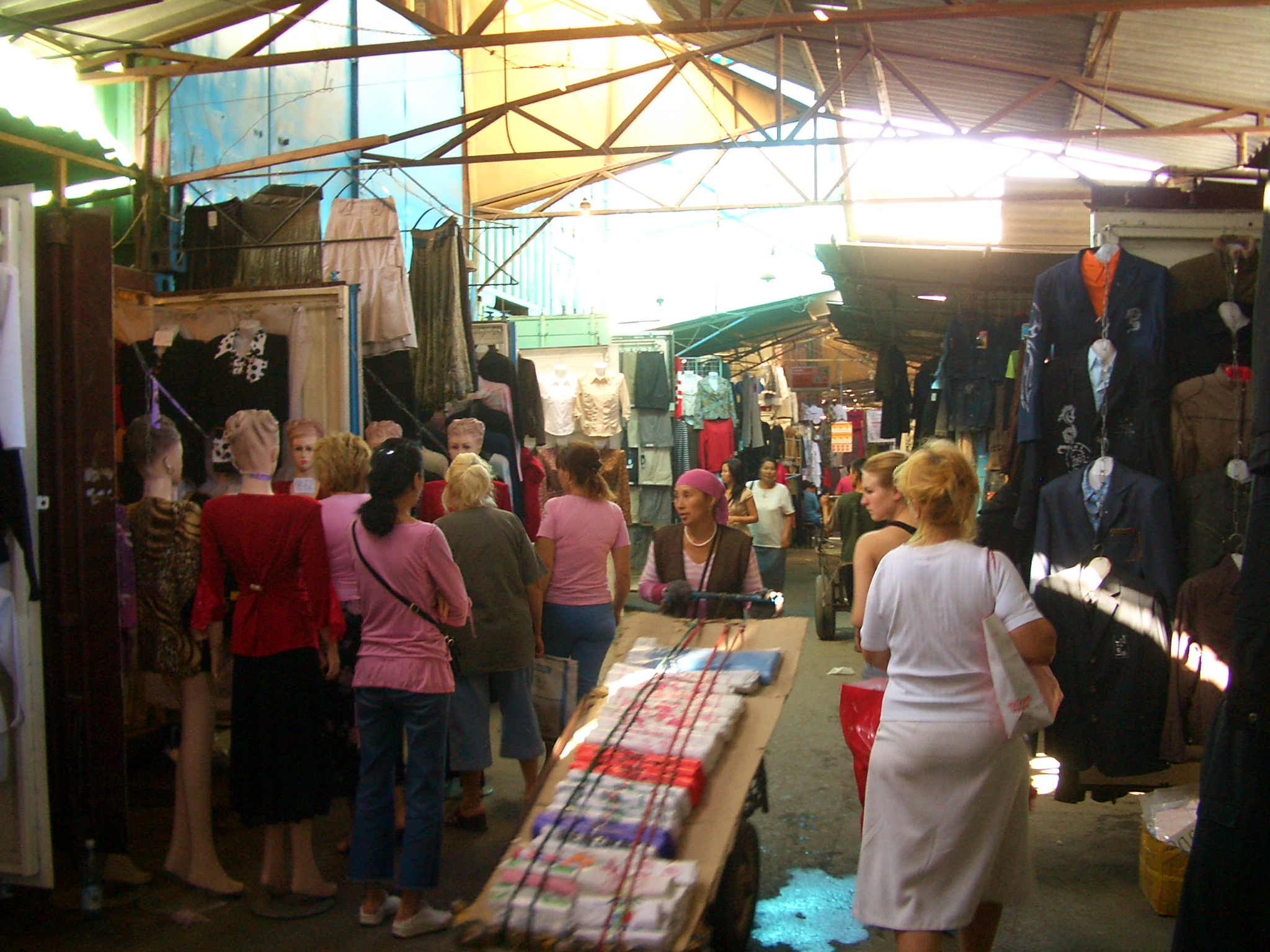
比什凯克的多尔多伊巴扎

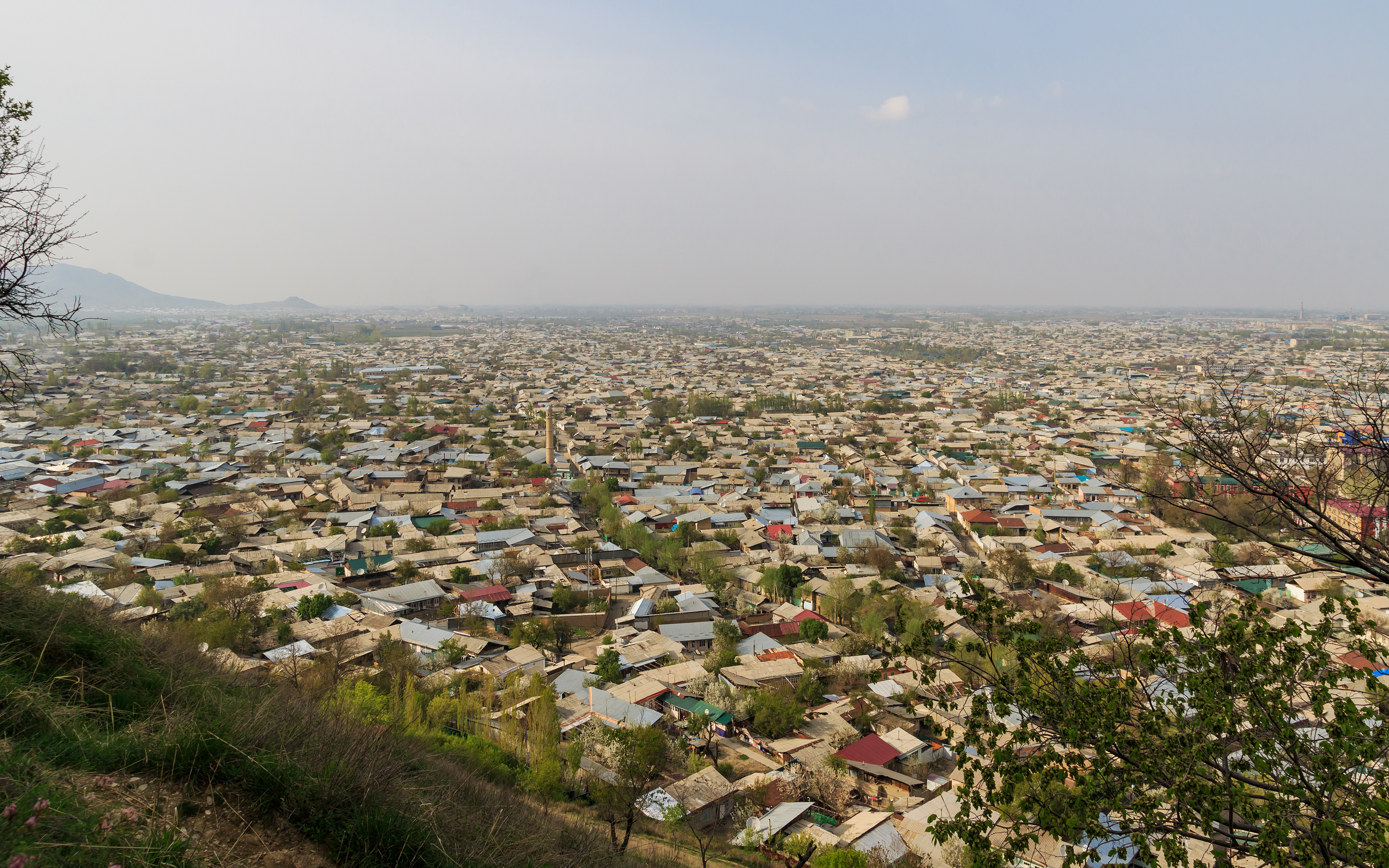
奧什

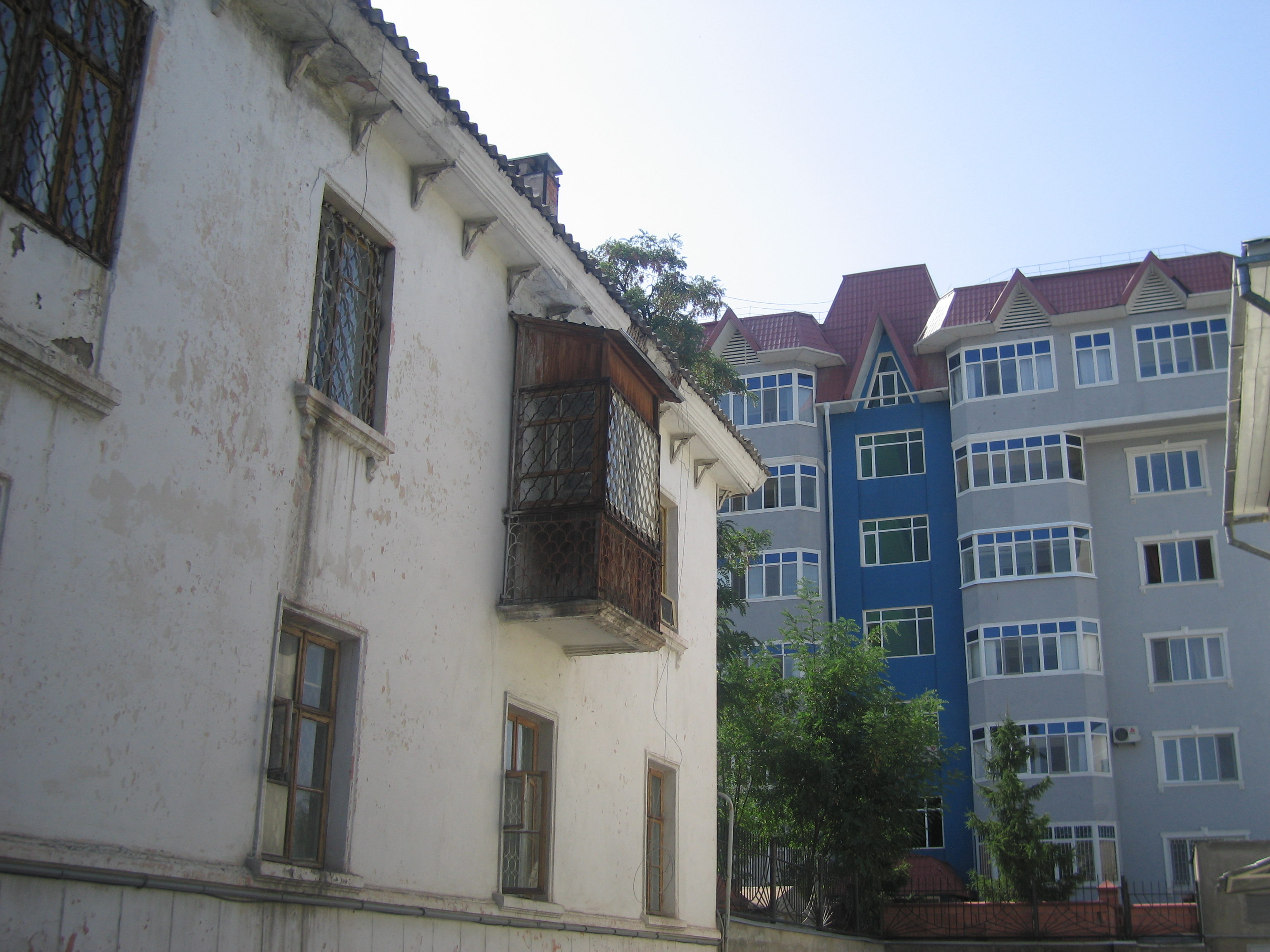
比什凯克公寓建築

温带干旱半干旱气候,在每年的7、8月較熱在攝氏30度左右，12月-2月冬季低溫可達攝氏零下30度間。多山地丘陵，全境海拔500米以上，1/2的地區海拔1000─3000米，1/3的地區海拔3000─4000米。東北部有天山山脈西段，西南部有帕米爾─阿賴山脈。僅西南部和北部有低地分布。納倫河橫貫穿全境，在境內長540公里。楚河在境內長220公里。高山湖泊伊塞克湖為著名的不凍湖。大陸性氣候，氣候垂直變化很大。年平均降水200─1000毫米。

## 行政區劃

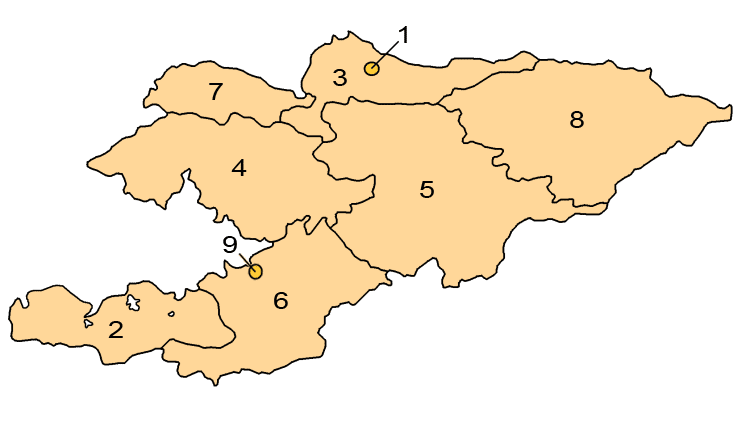
吉尔吉斯行政区划

國劃分為七州（oblasty; pl. oblastlar）、；两市（shaary; pl. shaar），州、市下設區，全國共有60個區（raion）。
七州一市包括：
1. 首都比什凱克（首都）
2. 巴特肯州（Batken，首府位於巴特肯）
3. 楚河州（Chuy，首府位於比什凯克）
4. 賈拉拉巴德州（Jalabad，首府位於賈拉拉巴德）
5. 納倫州（Naryn，首府位於納倫）
6. 奧什州（Osh，首府位於奧什）
7. 塔拉斯州（Talas，首府位於塔拉斯）
8. 伊塞克湖州（Ysyk-Kol，首府位於卡拉科爾）
9. 奥什市（Osh，直辖市）

這些行政區的官員都由中央任命；但亦有位於偏遠郊區的村政府（Айыл өкмөтү），由自行選舉的行政首長及議會管理。這些村政府的大小通常只有不多於20個居民區。

## 經濟
虽有许多来自西方，包括国际货币基金组织的资助，独立后的吉尔吉斯斯坦经济困难重重。一开始，苏联贸易集团解体使市场萎缩，阻碍了国家向市场经济过渡。政府紧缩开支，取消了大部分价格补贴，开征增值税。在每一方面都表现出向市场经济过渡的决心。通过稳定经济和改革，政府试图建立可持续增长的经济模式。经过改革，吉尔吉斯斯坦还于1998年12月20日加入了世界贸易组织。
苏联解体造成广大市场丧失，严重地影响了吉尔吉斯斯坦经济。1990年，98%的吉尔吉斯斯坦出口产品是输往苏联的其他地区。所以在90年代前夕，吉尔吉斯斯坦经济比其它前苏联加盟共和国都差，仅好于陷入战争的亚美尼亚、阿塞拜疆和塔吉克斯坦。近年来，经济有所好转，但尚難以保持稳定的财政收入，也無法提供足够的社会保障。
吉爾吉斯以農業為經濟支柱。90年代前期，私营农业的产品占了总收成的1/3到1/2。2002年，农业占GDP总量35.6%，并吸收了一半就业人口。吉尔吉斯境内多山，适于畜牧业发展，这是吉尔吉斯最重要的农业活动。主要作物包括小麦、甜菜、棉花，煙草，蔬菜及水果。羊毛、肉和奶制品也是主要的农产品。
农产品加工是工业化经济的重要组成部分，对外资也有很大吸引力。吉尔吉斯有丰富的矿藏，但缺乏石油和天然气，这两样都需进口。該國的煤、金、铀、锑和其他稀有金属的储量也很大。冶金是吉國重要的工业部门，政府希望能吸收外资，积极鼓励外方提炼和加工黄金。由于拥有丰富的水资源和境内的山区地形，吉國可将水力发电形成的大量电力出口到国外。吉尔吉斯的主要出口产品是有色金属和矿石、羊毛制品和其他农产品、电力和一些工程产品。进口石油、天然气、黑色金属、化学产品、大部分机械、木材、纸制品、一部分食物和建材。它的主要贸易伙伴包括美國、俄羅斯、中國、德國、伊朗及鄰國塔吉克斯坦、哈萨克斯坦、乌兹别克斯坦、土库曼斯坦。
吉尔吉斯向美国出口锑、水银、稀有金属、和化学品，从美进口谷物、药品和医疗设备、菜油、纸制品、米、机械、农机具和肉类。

## 交通

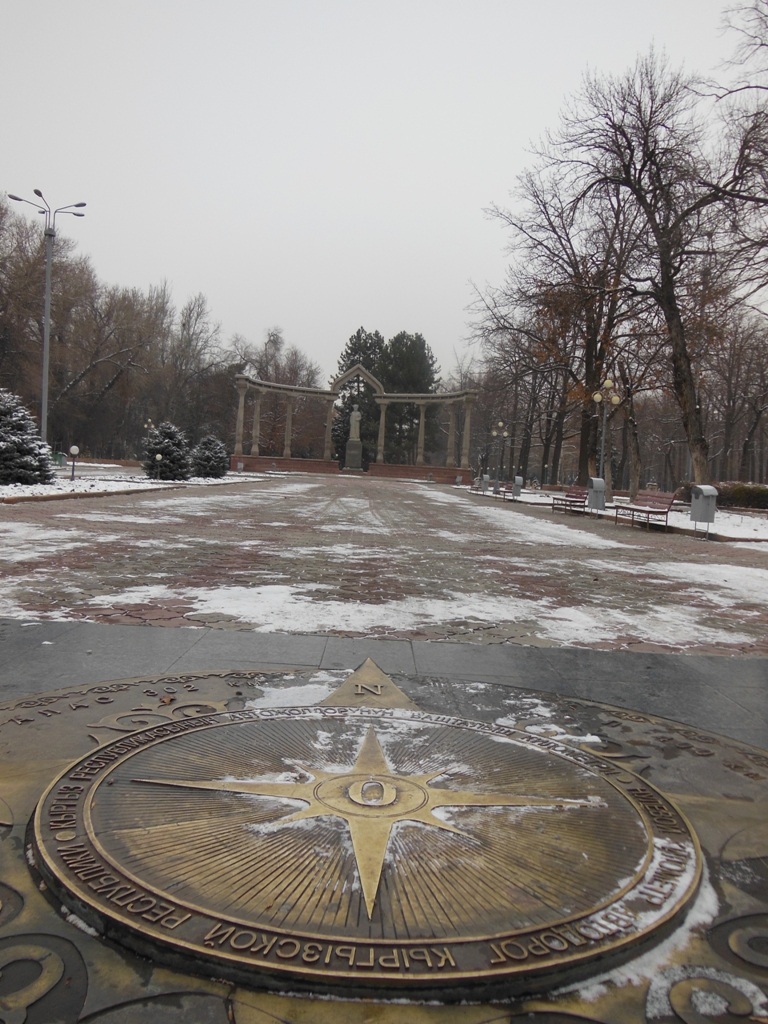
比什凯克公路原点

吉尔吉斯共和国的交通建設較為落後，以公路運輸為主要運輸方式。航空運輸方面，位於首都比斯凱克的瑪納斯國際機場與莫斯科、新西伯利亞、塔什干、杜尚别等城市有定期航班，与独联体以外的地市，如乌鲁木齐、伊斯坦布尔、法兰克福、新德里、卡拉奇等有定期或不定期的航班。
该国的铁路运输并不发达，仅拥有428公里的非电气化铁路，其中320公里为單線鐵路，铁路轨距约1520毫米。该国的铁路主要建于1924年苏联统治时期。与塔吉克斯坦的铁路运输系统类似，奥什的南部铁路运输干线仍未与比什凯克的主要铁路系统连接。而该国国内的铁路运输系统还将本国首都比什凯克与邻国哈萨克斯坦、西部主要中心城市奥什与邻国乌兹别克斯坦连接起来。土西铁路由哈萨克斯坦延伸至比什凯克、巴雷克奇的支线为该国最主要的铁路干线。该国也时常有由比什凯克开往楚城、莫斯科的国际列车。在脱离苏联独立以来，吉尔吉斯斯坦得到了前苏联2,500节货车车厢、450节客车车厢及50辆机车，但1998年的经济困难影响了吉尔吉斯铁路运输的进一步发展。2008年，吉尔吉斯政府决定将该国的铁路电气化，但仍未开工改造。另外，吉尔吉斯斯坦长期未与中华人民共和国实现铁路國際聯運，但在中国“一带一路”政策的规划下，吉尔吉斯同意中国修建一条连接中国、吉尔吉斯、乌兹别克的国际铁路

## 人口
2023年，吉爾吉斯斯坦人口為7,037,590人，其中，34.4％的人年齡在15歲以下，6.2％的人口在65歲以上。只有約三分之一的人口居住在城市地區。人口密度平均為每平方公里35人。

#### 民族
吉爾吉斯斯坦共有80個民族，最大的民族為吉爾吉斯族，占吉爾吉斯斯坦總人口73.8%，屬於突厥民族，乌兹别克族为第二大民族，占全国总人口的14.8%。俄罗斯族占5.1%，他们主要在史達林执政时期迁入吉尔吉斯斯坦定居。其他主要的少数民族有东干族、塔吉克族、高丽族、德意志族等。
由於吉爾吉斯斯坦獨立後經濟的不景氣以及俄羅斯裔回到俄羅斯的境况，吉爾吉斯國內有大量公民成為移工出国工作。俄罗斯、哈萨克斯坦及土耳其为该国公民主要的出国就业目的地。

## 文化
- 玛纳斯 (史诗)

### 重要节日[39]
| 日期    | 名稱       | 當地名稱   | 備註   |
| ------- | ---------- | ---------- | ------ |
| 3月3日  | 国旗日     |            |        |
| 3月14日 | 人民革命日 |            |        |
| 3月21日 | 纳乌鲁斯节 | Навруз     |        |
| 5月5日  | 宪法日     |            | 1995年 |
| 5月29日 | 建军节     |            | 1992年 |
| 8月31日 | 独立日     | Эркин күнү | 1991年 |

### 知名人物
郭沫若考證認為今日吉爾吉斯北部、巴爾喀什湖南面的楚河流域的托克莫克附近，是中國唐朝著名偉大詩人李白的出生地。李白的祖籍是隴西成紀（現在的甘肅秦安東），在武則天長安元年可能出生在西域的碎葉。

## 備注
1. ↑  俄语罗马化： Kyrgyzskaya Respublika